# Rhynchospora longisetis
Rhynchospora longisetis là loài thực vật có hoa trong họ Cói. Loài này được R.Br. miêu tả khoa học đầu tiên năm 1810.